# Felipe Nasr
Luiz Felipe de Oliveira Nasr, född den 21 augusti 1992 i Brasília, Brasilien, är en brasiliansk racerförare. I Formel 1 tävlade han under 2015-2016 i stallet Sauber, där han då var stallkamrat med Marcus Ericsson.

## Racingkarriär

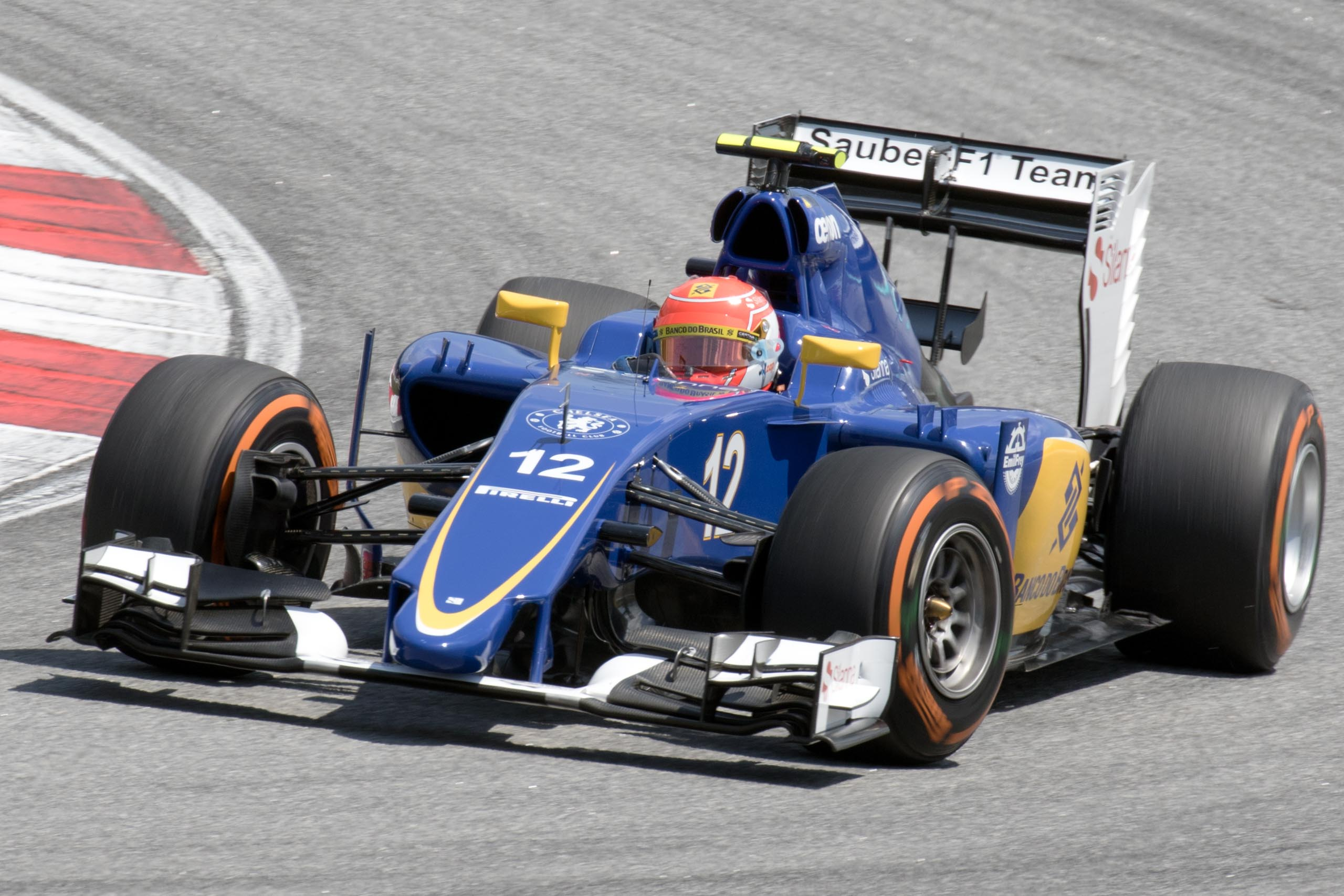
Nasr under Malaysias Grand Prix 2015.

Nasrs far drev ett racingteam vilket i tidiga år inspirerade Nasr, som gjorde debut inom karting, där han vann åtskilligamästerskap mellan 2000 och 2007. 2008 gjorde Nasr sin debut i formel BMW. Nasr kom på prispallen i det formel 1-supportande loppet på Interlagos, vilket gav honom tillförsikten att åka och tävla i Europa 2009.  Nasr tävlade hela säsongen i Formula BMW Europe för EuroInternational, och kunde genomföra hela säsongen, eftersom Red Bull gick in som huvudsponsor efter vårens framgångar. När sedan Michael Christensen eliminerades från mästerskapskampen, sedan hans bil på Hungaroring befunnits olaglig, så kunde Nasr enkelt vinna titeln.
Säsongen 2010 körde Nasr i det Brittiska F3-mästerskapet med Double R Racing. Under sin andra säsong i mästerskapstävlingarna, tog Nasr hem mästerskapstiteln 2011. Han blev även tvåa i Macaos Grand Prix samma år.
2012 flyttade han upp till GP2 Series med DAMS. Han tog fyra pallplatser och blev tia i mästerskapet, men kunde inte konkurrera med stallkamraten Davide Valsecchi som blev mästare. Nasr fortsatte i GP2 2013, men bytte team till Carlin Motorsport. Han var väldigt jämn hela säsongen, och lyckades, trots att han inte tog någon seger, bli fyra i mästerskapet. Han fortsatte med Carlin i GP2 2014, då han tog fyra segrar och var en av toppnamnen till att ta titeln, men fick se sig slagen av Jolyon Palmer och Stoffel Vandoorne.
Vid sidan av sina uppdrag i GP2, var han även så kallad fredagsförare åt det brittiska formel 1-stallet Williams i Formel 1-VM 2014, då han ersatte stallets ordinarie förare Valtteri Bottas under några fredagsträningar. Inför 2015 fick han kontrakt med det schweiziska formel 1-stallet Sauber som ordinarie förare i Formel 1-VM 2015, där han blev stallkamrat med Marcus Ericsson. I sin debut i Australien blev Nasr femma, vilket var det bästa resultatet för en brasiliansk förare i sin debut.

## F1-karriär
| Säsong                | Stall/Tillverkare     | Placering             | Lopp | Poäng | Etta | Tvåa | Trea | Pole | Varv |
| --------------------- | --------------------- | --------------------- | ---- | ----- | ---- | ---- | ---- | ---- | ---- |
| 2015                  | Sauber-Ferrari        | 13                    | 19   | 27    | 0    | 0    | 0    | 0    | 0    |
| 2016                  | Sauber-Ferrari        | 17                    | 21   | 2     | 0    | 0    | 0    | 0    | 0    |
| Sammanlagt 2 säsonger | Sammanlagt 2 säsonger | Sammanlagt 2 säsonger | 40   | 29    | 0    | 0    | 0    | 0    | 0    |